# (4453) Bornholm
(4453) Bornholm ist ein Hauptgürtelasteroid, der am 3. November 1988 von Poul Jensen vom Brorfelde-Observatorium aus entdeckt wurde.
Der Asteroid wurde nach der dänischen Ostseeinsel Bornholm benannt.